# Gustav Kristiansen
Gustav Kristiansen (* 31. März 1904 in Oslo; † 2. August 1988 ebenda) war ein norwegischer Radrennfahrer und nationaler Meister im Radsport.

## Sportliche Laufbahn
Er war Teilnehmer der Olympischen Sommerspiele 1928 in Amsterdam. Beim Sieg von Henry Hansen wurde er 35. im olympischen Straßenrennen. 
Mehrfach gewann er Meistertitel im Bahnradsport. 1926 wurde er norwegischer Meister im 1000-Meter-Zeitfahren (ebenso 1927) und über 10.000 Meter. Auf der Straße siegte er im Einzelzeitfahren über 100 Kilometer, wie auch 1929. 1926 gewann er bei den Nordischen Meisterschaften die Goldmedaille im Einzelzeitfahren. 1929 konnte er diesen Erfolg wiederholen. Den Kongepokal (Königspokal), der für die beste sportliche Leistung bei norwegischen Meisterschaften vergeben wird, erhielt er 1929. 1927 siegte er im Etappenrennen von Oslo nach Stockholm.

## Familiäres
Er war der Onkel des späteren ehemaligen Radrennfahrers Erling Kristiansen.